# Istočni kru jezici
Istočni kru jezici, ogranak od (11) jezika šire skupine kru iz Obale Slonove Kosti, nigersko-kongoanska porodica. Sastoji se od 4 podskupine. Predstavnici su: 
a. Bakwe (2): bakwé, wané;
b. Bete (5):
b1. Istočni (2): gagnoa bété, kouya.
b2. Zapadni (3): guiberoua bété, daloa bété, godié,
c. Dida (3): lakota dida, yocoboué dida, neyo;
d. Kwadia (1): kodia.

## Vanjske poveznice
- Ethnologue (14th)
- Ethnologue (15th)